# Hubert Fabian Kulterer
Hubert Fabian Kulterer (* 19. Dezember 1938 in Klagenfurt; † 24. April 2009 in Wien) war ein österreichischer Dichter und Aktionskünstler. Er war Mitglied im österreichischen P.E.N.Club und zeitweilig ab deren Gründung Mitglied der Grazer Autorenversammlung.

## Leben
Kulterer, zwar in Klagenfurt geboren, beheimatet aber in Aich ob Bleiburg (slowenisch Dob pri Pliberku) im gemischtsprachigen Kärntner Jauntal (slowenisch: Podjuna), besuchte nach der Hauptschule in Bleiburg ab 1952 die damals bestehende fünfjährige Lehrerbildungsanstalt in Klagenfurt, wo er 1957 maturierte und ein „Zeugnis der Reife für das Lehramt an Volksschulen“ erwarb, das auch eine Zulassung zum Universitätsstudium bedeutete. Er immatrikulierte sich danach an der Universität Wien für deutsche Philologie und inskribierte auch Vorlesungen aus Kunstgeschichte, Theaterwissenschaften, Archäologie und klassischer Philologie. Begeistert tauchte er jedoch in die künstlerische und literarische Avantgarde-Szene in Österreichs Hauptstadt ein, und die Gäste des Café Hawelka – vor allem die Dichter der Wiener Gruppe und die Maler des Phantastischen Realismus – waren ihm bald viel vertrauter als die Studierenden in der Universitätsbibliothek. Mit seiner anfangs hektographierten und unregelmäßig erscheinenden Zeitschrift Eröffnungen bot er einer Reihe später berühmt gewordener Autoren wie etwa H. C. Artmann, Albert Paris Gütersloh oder Konrad Bayer eine Plattform und nutzte sie auch für etliche eigene literarische und graphische Produkte in verschiedenen Stilen, wobei er sich zu jener Zeit besonders fasziniert von Schwitters, Dada u. ä. zeigte. Gelegentlich fand einer seiner Texte auch Aufnahme in ähnliche Publikationen von Künstlerkollegen wie etwa 1961 in Hans Lebs Bogen und ein Jahrzehnt danach dreimal im Podium.
Ein einschneidendes Erlebnis in jener frühen, aufregenden Zeit war für ihn der Dracula-Film mit Christopher Lee, der zu einer Unterbrechung seines Studiums führte. Mit seiner Dissertation über die Haus- und Hofnamen des heimatlichen Jauntales bei Eberhard Kranzmayer, die er 1965 fertigstellte, gelang ihm später allerdings eine beachtliche wissenschaftliche Leistung auf einem Gebiet, zu dem er eigentlich seinem Wesen und seinen Interessen nach keine spezielle Beziehung hatte und das in seinem späteren Leben auch keine Rolle mehr spielen sollte. 1967 wurde Kulterer promoviert, und durch Vermittlung seines Kärntner Doktorvaters Kranzmayer folgten dann drei Jahre in wissenschaftlichem Umfeld: 1967/68 war er „Visiting Lecturer and Poet in Residence“ an der University at Buffalo im Verbund der State University of New York (SUNY), im Jahr darauf Assistant Professor an der privaten, historisch afro-amerikanischen Howard University in Washington, D.C. und dann 1969/70 Gastprofessor an der Universität Montreal in Kanada.
Daran schlossen sich viele Jahre eines Künstlerlebens ohne regelmäßiges Einkommen, aber auch – mit zwei Ausnahmen – ohne substanzielle künstlerische Produktion. Gerhard Ruiss zitiert in seinem Nachruf auf Kulterer H. C. Artmann: Man könne auch ein Dichter sein, ohne jemals eine eigene Zeile geschrieben zu haben. 1962 erschien bei einem Kleinstverlag in einem Südkärntner Dorf Sisyphos besteigt den babylonische Turm oder die annähernde Gleichzeitigkeit im Denken, ca. 50 Seiten lang und völlig unbeachtet. 1975 erlebte der Sisyphos in Berlin und Erlangen eine Neuauflage in 1000 Exemplaren, und im Jahr darauf erlebte sein Text Ziffern eine choreographische Vertonung als fünfzehnminütiges Ballett durch Gerhard Lampersberg. Bei Lampersberg in Maria Saal lernte er in dessen Tonhof, ehe sich die beiden verfeindeten, auch Thomas Bernhard kennen und wurde von diesem als zumindest mit seinem Namen als „Der Kulterer“ verewigt.
Um, wie er durchaus ernsthaft erklärte, sich auf solche Weise öfters satt essen zu können, machte er sich zum Gast aller Arten von Vernissagen und Buffet-Veranstaltungen und initiierte und organisierte eine beträchtliche Zahl selber. Schon in den Jahren nach seiner Universitätszeit in Nordamerika veranstaltete und leitete er von 1970 bis 1973 im Rahmen der Kongresse der NEMLA, der Northeast American Language Association Symposien zur Gegenwartsliteratur in Deutschland und Österreich und war dann einige Zeit bei der Österreichischen Hochschülerschaft für Kulturangelegenheiten zuständig. An vielen Orten erschien er als Organisator, machte sich nützlich bei den Ausgrabungen am Magdalensberg und bei den Wiener Festwochen 1986 und 1988. Er spielte in zwei Filmen mit, eröffnete Ausstellungen und Dokumentationen in Toronto und Ottawa, Klagenfurt und Berlin. Der Sender Freies Berlin und auch ein kanadischer Sender gaben ihm Raum für Kunstbetrachtungen, die Universität Klagenfurt lud ihn 1978 zu Lehrveranstaltungen ein, in denen er einen großen Bogen über Musik, Malerei und Literatur im deutschen Sprachraum des 20. Jahrhunderts mit den Themen Oskar Kokoschka, Alfred Kubin und Egon Schiele, Fritz von Herzmanovsky-Orlando, Kurt Schwitters und Arnold Schönberg spannte, er wirkte aber auch als Gastlehrer in einem Berliner Mal- und Tanzunterricht für Kinder. Sein letztes nachhaltiges Wirken als darstellender Aktionist war seine Rolle als Pilot im Kunstsujet Flug zu den Elfen in Wien 2007.
Kulterer hat als Künstler nicht viel Bleibendes hinterlassen. Nach seinem Tod fand man ihn in seiner Badewanne. Darin pflegte er nämlich zu schlafen, weil ihm sein Bett als Lager für seine Bücher dienen musste. Er wurde am Wiener Zentralfriedhof begraben.
Die Wienbibliothek im Rathaus erwarb 2010 den Nachlass von Hubert Fabian Kulterer. 

## Veröffentlichungen
- Sisyphos besteigt den babylonische Turm oder die annähernde Gleichzeitigkeit im Denken. Aich ob Bleiburg 1962 sowie in Sammlung Format Bd. 16, Rainer Verlag, Berlin 1975 [LCCN]: 76464041
- Hg.: Eröffnungen. Eine literarische Zeitschrift; später: Magazin für Literatur & bildende Kunst. Eigenverlag, Wien 1961–1971, Nr. 1–24 (mehr nicht erschienen) mit eigenen Beiträgen
- Gedichte in Hans Leb hg.: Der Bogen. Dokumente Neuer Dichtung. Nr. 1 („Eine Handvoll Krähensalz“), 3 und 4 („Eulenroter Sand“), Eigenverlag Hans Leb, Villach 1961; und 
*Podium. Europäische Literaturzeitschrift, begr. von Wilhelm Szabo u. a., Wien ab 1971, Nr. 7/10, 7/30, 8/34 („Ohne Titel“, „Ohne Titel“, „Ein Gedicht“; PDF-Datei; 1,06 MB)

## Videodokumente
- EEN KWART EEUW Hubert Fabian Culterer met BERLIN (BERLIN)
- Im Tor-Bogen zum Dritten Jahr-Tausend Hubert Fabian Kulterer und seine Python der Inter-Continentalen & Inter-Planetaren Kultur-Forschung
- Hubert Fabian Kulterer mit Berlin Berlin
- Das zerfetzte Fell von Bären-Preußen
- Unsere unendliche Python der Inter-Continentalen Cultur-Forschung
- Eröffnungen[18]